# Alejandro Aravena
Alejandro Aravena (Santiago, 22 de junho de 1967) é um arquiteto chileno. É o diretor executivo do escritório Elemental S.A.
Aravena é mais conhecido mundialmente pela sua atuação em habitações de interesse social. À frente do projeto “Elemental”, já construiu mais de 2.500 unidades de baixo custo.
O chileno também fez diversos edifícios para a Univerdade do Chile, onde se formou, incluindo as escolas de Matemática (1998), Medicina (2001), de Arquitetura (2004) e o Centro de Inovação (2014). Também realizou projeto diversos, como casas nos Estados Unidos e fábricas na China. Já deu aulas na Universidade de Harvard, no Instituto Universitário de Arquitetura de Veneza, na London School of Economics e na Associação de Arquitetura de Londres. Escreveu três livros: “Feitos da Arquitetura”, “O Lugar da Arquitetura” e “Material de Arquitetura”.
Aravena recebeu o Prêmio Pritzker de 2016.
Em sua declaração oficial, o júri do Pritzker deixa claro que a principal qualidade de Aravena é a preocupação social de sua Arquitetura. “Alejandro Aravena representa o retorno de arquitetos mais engajados socialmente, especialmente em seu longo comprometimento no combate à crise global de habitação e por melhores ambientes urbanos para todos”, diz o comunicado. “Nos dias de hoje o papel do arquiteto é convocado a servir necessidades sociais e humanitárias, e Alejandro Aravena tem respondido a este desafio de forma clara, generosa e abrangente”.